# Damián Pérez
Damián Alberto Pérez (Lanús, 22 dicembre 1988) è un calciatore argentino, difensore del Defensa y Justicia.

## Caratteristiche tecniche
Terzino sinistro, può giocare anche come esterno sulla medesima fascia.

## Palmarès

### Club

#### Competizioni internazionali
- Coppa Suruga Bank: 1

Arsenal Sarandí: 2008

#### Competizioni nazionali
- Campionato argentino: 1

Arsenal Sarandí: Clausura 2012
- Supercopa Argentina: 1

Arsenal Sarandí: 2012
- Copa Argentina: 1

Arsenal Sarandí: 2012-2013
- Supercopa de Chile: 1

Colo-Colo: 2018